# Кронґі
Кронґі (пол. Krągi) — село в Польщі, у гміні Борне-Суліново Щецинецького повіту Західнопоморського воєводства.
Населення — 382 особи (2011).

## Демографія
Демографічна структура станом на 31 березня 2011 року:
|          | Загалом | Допрацездатний вік | Працездатний вік | Постпрацездатний вік |
| -------- | ------- | ------------------ | ---------------- | -------------------- |
| Чоловіки | 188     | 52                 | 130              | 6                    |
| Жінки    | 194     | 39                 | 124              | 31                   |
| Разом    | 382     | 91                 | 254              | 37                   |